# Karsten Müller
Karsten Müller (Amburgo, 23 novembre 1970) è uno scacchista tedesco.
Ha ottenuto il titolo di Maestro Internazionale nel 1991 e di Grande Maestro nel 1998.
Nel 2002 si è laureato in matematica all'Università di Amburgo.
Dal 1997 fa parte della redazione di ChessBase Magazine. Ha prodotto, sa solo o in collaborazione con altri, un gran numero di DVD della ChessBase.
Ha partecipato diverse volte al campionato tedesco, classificandosi terzo nel 1996 e secondo nel 1997.
Ha ottenuto il suo massimo rating FIDE in dicembre 2013, con 2536 punti Elo.
Karsten Müller ha scritto molti libri di scacchi, tra cui i seguenti:
- Secrets of Pawn Endings (con Frank Lamprecht), Everyman Chess, 2000
- Fundamental Chess Endings (con Frank Lamprecht), Gambit Publications, 2001
- The Magic of Chess Tactics (con Claus Dieter Meyer), Russell Enterprises, 2002
- The ChessCafe Puzzle Book, Russell Enterprises, 2004
- Test and Improve Your Positional Intuition, Russell Enterprises, 2008
- How to Play Chess Endings (con Wolfgang Pajeken), Gambit Publications, 2008
- Bobby Fischer: The Career and Games of the American World Chess Champion, Russell Enterprises, 2009
- Test and Improve Your Defensive Skill (con Merijn Van Delft), Russell Enterprises, 2010
- The Magic Tactics of Mikhail Tal: Learn from the Legend, Russell Enterprises, 2012
- Gelfand-Anand 2012: Match for the World Chess Championship, Russell Enterprises, 2013
- Man vs. Machine: Challenging Human Supremacy at Chess (con Jonathan Schaeffer), 2018